# La signorina e il cow-boy
(Charles Winninger nella parte di Waco)
La signorina e il cow-boy (A Lady Takes a Chance) è un film del 1943 diretto da William A. Seiter.
Il film narra la vicenda di una giovane ragazza della East Coast che si innamora di un rude cowboy, complici una gita organizzata e un cavallo imbizzarrito.

## Trama
Molly J. Truesdale, una bella e beneducata signorina newyorkese, si prende qualche giorno di vacanza dal suo impiego per godersi un viaggio nel selvaggio West. Liberatasi dei suoi tre asfissianti pretendenti, che per l'occasione l'hanno ricoperta di regali, parte alla volta della California. Dopo un viaggio tutt'altro che riposante, passato in compagnia della pettegola Flora, del chiacchierone Marco Lambert e di un gruppo di bambini molesti travestiti da indiani, Molly arriva nei pressi di Gold City, dove si gode il primo spettacolo di rodeo. È durante questo spettacolo che, mentre sta per scattare una fotografia, uno dei cavalli che partecipano al rodeo si imbizzarrisce, scaraventandole addosso il cavaliere, il cowboy Duke Hudkins.
Molly e Duke fanno conoscenza e, la sera stessa, vanno a divertirsi in un tipico saloon, dove a un certo punto scoppia una prevedibile rissa fra gli avventori. Nonostante l'evidente divertimento di Molly, Duke è costretto a portare via la ragazza, lanciandola dalla finestra in un camion di fieno. I due cominciano così a chiacchierare, senza accorgersi del tempo che passa: Molly, a causa dell'orologio guasto di Duke, si rende ben presto conto di aver perso il suo torpedone.
Duke compie quindi un passo falso: porta la ragazza nella sua camera d'albergo e tenta di offrirle dell'alcool. Molly si indigna e decide di ripartire l'indomani stesso, con l'idea di raggiungere il torpedone tramite autostop. Ma il programma si dimostra un po' troppo complicato per la signorina dell'est, che si vede dunque costretta ad accettare il passaggio in auto di Duke e del suo migliore amico e compagno d'avventure, l'anziano e logorroico Waco.
Il viaggio si rivela estremamente disagevole per la schizzinosa Molly, che è costretta a dormire in pieno deserto, tra i licaoni e i cactus, e a sottrarre la coperta a Sammy, il cavallo di Duke, per tentare di ripararsi dal freddo della notte. L'indomani Sammy ha sviluppato una grave forma di raffreddore, evento che getta nella disperazione il cowboy. La temporanea tristezza di Duke e il naturale senso di colpa di Molly non fanno altro che riavvicinare i due giovani.
Rassicurato sulla salute e sulla prossima guarigione di Sammy, Duke invita Molly a cena per approfondire la loro conoscenza. Molly riesce a insegnare qualche buona maniera a Duke, e il cowboy capisce di provare un tenero sentimento nei confronti della ragazza. Al tempo stesso, atterrito dall'effetto che la ragazza esercita su di lui, nonché memore delle "raccomandazioni" di Waco - per nulla felice di dover dividere il compagno d'avventure con una donna - Duke decide di respingere Molly e di tornare alla sua vita nel deserto.
Delusa e ferita, Molly torna sul torpedone e riparte l'indomani, pur sperando che Duke si faccia vedere all'ultimo momento, ma ciò non accade. Solo al rientro a New York, dopo aver inflitto una sonora lezione ai seccanti pretendenti di Molly, Duke si riprende la sua donna e la riporta sul torpedone, dove le annuncia: «ho divorziato da Waco!». E Molly lascia di nuovo l'est, probabilmente per non farvi più ritorno.

## Distribuzione
Distribuito negli Stati Uniti il 19 agosto 1943, arrivò in Italia nel dopoguerra, una prima volta nel febbraio 1946, e riedito nell'agosto 1955.